# WCW/New Japan Supershow
WCW/New Japan Supershow foi um evento anual de wrestling profissional em formato pay-per-view, organizado pela World Championship Wrestling em parceria com a New Japan Pro Wrestling. Foi realizado de 1991 até 1993, e era conhecido como "Starrcade" no Japão. O evento era filmado no Japão, era editado, e ia ao ar na América do Norte, em uma data definida pela WCW.